# René Roeckel
René Roeckel, dit Rajac ou Rageac, né le 28 septembre 1909 à Zellenberg et mort le 24 mars 1944 à Suresnes est un militant communiste et résistant français.
Il est le dirigeant d'un groupe Alsace-Lorraine au sein des Francs-tireurs et partisans - main-d'œuvre immigrée (FTP-MOI) de la banlieue sud de Paris, sous l'autorité du colonel Gilles, alias Joseph Epstein (1911-1944). Il a été fusillé au fort du Mont-Valérien.

## Biographie

### Jeunesse
Fils de Jean Adam Roeckel (né en 1855) et d'Eugénie Winckel (née en 1878), François René Roeckel est l'aîné d'une fratrie de trois garçons avec Désiré Paul (né en 1911) et Camille (né en 1916). Il suit des études au collège épiscopal Saint-André de Colmar, puis arrive à Paris en 1929. Parlant parfaitement l'allemand, il entre comme interprète au Comptoir national d'escompte, puis deviendra comptable chez Philips, avant de devenir tourneur à la Société d'outillage mécanique et d'usinage d'artillerie (SOMUA).
Il épouse Armande Nède à la mairie de Bourg-la-Reine, laquelle lui donnera leur unique enfant qu'ils prénomment Éliane. La famille vit alors  au 22, avenue Galois jusqu'en 1941, puis rue Henriette actuelle rue René-Roeckel. Il s'engage en politique et devient secrétaire de la section du parti communiste de Bourg-la-Reine.

### Seconde Guerre mondiale
Mobilisé en 1939, il est envoyé par la SOMUA à Bordeaux comme affecté spécial. Démobilisé en 1940, il rejoint en mai 1942 les Francs-Tireurs-Partisans Français au sein du détachement Alsace-Lorraine  que dirige le colonel Epstein. Celui-ci, tout d'abord principal responsable, en 1942, des groupes de sabotage et de destruction (GSD) créés par les syndicats CGT dans les entreprises travaillant pour l'occupant, prend la direction de l'ensemble des FTP de la région parisienne en février 1943, sous le nom du colonel Gilles. Il a l'idée d'engager des commandos de quinze combattants à Paris, permettant de réaliser un certain nombre d'actions spectaculaires qui n'auraient pas été possibles avec les groupes de trois qui étaient la règle dans l'organisation clandestine depuis 1940. Il instaure ainsi une tactique de guérilla urbaine que mettent en œuvre les Francs-tireurs et Partisans et les FTP-MOI.
De septembre 1942 à juin 1943, René Roeckel est commandant militaire de la région sud de Paris, puis il est nommé commandant militaire de la Rive gauche de Paris jusqu'à son arrestation en décembre 1943. Il dirige alors depuis octobre 1943 un groupe spécial composé de 120 hommes qui participent à de nombreuses opérations de sabotage contre les troupes d'occupation nazis dont l'élimination  le 15 juillet 1943, sur ordre du colonel Gilles, avec Jean Camus, Louis Rachinel et un autre résistant, il exécute Franck Martineau, commissaire du district de Gonesse donc jugé responsable du camp de Drancy. Le 15 juillet 1943 il aurait également participé à l'attaque d'une DCA sur un train à Versailles
Parmi ses coups d'éclats, qu'il réalise vêtu d'un uniforme allemand, figure celui de faire évader un convoi de prisonniers partant de la prison de Fresnes. Il réalise également la destruction d'un banc d'essai d'avions allemands, qui reste hors d'usage pendant plusieurs mois. Après son arrestation, il sera remplacé par Albert Autereau (1920-1944) à la tête du GS.
René Roeckel est arrêté à la gare d'Antony le 11 décembre 1943, à la suite d'une filature de plusieurs membres de son équipe ou une dénonciation, par des policiers de la brigade spéciale 2 parmi lesquels figurent les inspecteurs Émile André, et Paul Asselin. Le même jour, sa femme Armande et son beau-frère Raymond Nède sont capturés dans le pavillon d'Antony. Armande Roeckel sera déportée à Ravensbrück, puis à Mauthausen d'où elle sera évacuée le 22 avril 1945 lors d'un échange contre des prisonniers allemands. Raymond Nède meurt à Mauthausen le 16 mars 1945.
Après son jugement à la prison de Fresnes, il est conduit le 24 mars 1944 au Mont-Valérien avec son peloton d'exécution, et meurt en chantant La Marseillaise. La veille il écrivait une lettre à ses proches :
Prison de Fresnes le 23 mars 1944

À mes chers parents,

À Pépère, Élodie, Raymond,

À mes frères, et tous mes chers amis,

On vient de nous informer à onze heures que le jugement rendu le 16 a été confirmé par le général et sera exécuté tout à l'heure à quinze heures. En ce qui me concerne, je ne puis rien, regretter ; je suis resté droit et honnête jusqu'au bout ; mais j'ai infiniment de remords en pensant à tous les soucis, les ennuis, et la misère que je laisse derrière moi.

Je pars sans savoir ce qu'est devenue Armande, ni Raymond, et je voudrais demander à tous de bien vouloir vous occuper de l'avenir de notre petite Éliane.

Nous sommes tous courageux et nous vous quittons pleins d'espoir en un avenir meilleur et radieux pour vous, et c'est la certitude d'y avoir contribué qui nous réconforte par cette belle journée de printemps. Ne nous regrettez pas, ne nous pleurez pas, et ne perdez pas de temps sur ma tombe, oubliez nous et soyez heureux. Nous avons une belle mort.

Mille fois merci à tous toutes les belles et bonnes choses que vous m'avez apportées au cours des deux visites que j'ai eues. J'ai retrouvé à travers cela une multitude de sympathies.

Je vais faire retourner mes affaires à Andrée, comme c'est elle qui doit venir en visite cet après-midi, vous serez informés de suite. Encore une fois ne vous désolez pas, et soyez vous aussi courageux; il vous faut beaucoup plus de courage à vous pour continuer à vivre, qu'à moi pour quitter la vie, et : c'est pour cela que je supplie tous mes amis de vous accorder leur sollicitude en récompense de notre sacrifice.

Adieu à tous,

René
Mort pour la France, il est inhumé dans le cimetière de Bourg-la-Reine (Hauts de Seine) le 21 juillet 1946.

## Hommages
- Une plaque commémorative est apposée, le 2 décembre 2006, au niveau du n°4 de la rue René Roeckel à Bourg la Reine (Hauts de Seine).
- Rue René-Roeckel à Antony (Hauts-de-Seine), autrefois rue Henriette, où René Roeckel et son épouse demeuraient au no 6.
- La Ville de Bourg-la-Reine a donné son nom à l'ancienne voie du chemin-de-fer le 3 décembre 1944.
- La Ville de Vanves a donné son nom à une artère de la commune.
- Une plaque commémorative lui rend hommage à Zellenberg[7].
- Son nom figure sur la cloche commémorative du Mont-Valérien et sur le monument aux morts d'Antony.